# Shaun Perry
Shaun Andrew Perry (Wolverhampton, 4 maggio 1978) è un rugbista a 15 britannico, nazionale inglese, che nel ruolo di mediano di mischia milita nel Worcester.

## Biografia
Shaun Perry iniziò a giocare a rugby a 7 anni nella sezione giovanile del Kingswinford (Midland Occidentali) e ivi compì tutta la trafila prima di arrivare a debuttare nella seconda squadra a 17 anni.
Un anno più tardi giunse anche l'esordio in prima squadra, dove Perry militò per sette stagioni prima di trasferirsi nel 2003 al Coventry, in seconda divisione.
Ancora dilettante, Perry alternava l'attività sportiva al suo lavoro di fabbro e saldatore.
A Coventry, nel marzo 2005, ebbe la ventura di realizzare una meta a quello che divenne poi il suo futuro primo club professionistico, il Bristol, nel corso di una partita nella quale quest'ultimo rischiò di complicare il suo cammino verso la promozione in Premiership.
Alla fine della stagione 2004/05 giunse il trasferimento a Bristol e, dopo solo sei mesi e 11 gare, arrivò la convocazione nell'Inghilterra “A” che affrontava il Sei Nazioni di categoria.
Un infortunio al polso occorsogli a fine stagione, tuttavia, gli impedì di essere convocato per i test match estivi della Cook Cup contro l'Australia, ma ad agosto 2006 fu aggregato alla squadra, e fu selezionato tra coloro che presero parte ai test autunnali.
L'esordio avvenne contro la Nuova Zelanda il 5 novembre; nonostante la sconfitta inglese per 20-41 il debutto di Perry fu caratterizzato da una meta.
Inserito anche nella squadra per il Sei Nazioni 2007, disputò 3 incontri nel torneo da subentrato, e poi fu impiegato nei test di preparazione alla Coppa del Mondo di rugby 2007 in Francia.
Partito titolare fin dalla prima gara della Coppa del Mondo contro gli Stati Uniti, fu coinvolto nella generale prestazione negativa della sua squadra nel corso della pesante sconfitta per 0-36 subìta dal Sudafrica e da quel momento il C.T. Brian Ashton non se ne servì più per tutto il torneo.
A dicembre 2007, durante un match contro gli Harlequins, una frattura della cartilagine provocata da una scarpata accidentale di un avversario sul suo pomo d'Adamo costrinse Perry a sottoporsi a un intervento chirurgico che, oltre a tenerlo inattivo per diverse settimane, gli fece perdere la possibilità di essere convocato per il Sei Nazioni 2008; dal 2007, quindi, Perry non ebbe più di fatto attività internazionale; a maggio 2009, inoltre, Perry siglò un contratto con il club francese del Brive, nel Top 14 a partire dalla stagione 2009-10; terminati i due anni di contratto Perry è tornato in Inghilterra al Worcester.